# Кеклен, Морис
Мори́с Кекле́н (фр. Maurice Koechlin, mo̊ris kᴇklɛ̃; 8 марта 1856, Бюль, Франция — 12 июня 1946, Вето, Швейцария) — французский и швейцарский инженер-строитель.

## Происхождение и семья
Происходил из богатой Эльзасской семьи промышленников-текстильщиков. Сын Жана Кеклена и Анаис Бёк, брат инженера-строителя Рене Кеклена. С 1886 года был женат на Эмме Россье — дочери врача Анри Россье из Веве, Швейцария.

## Биография
Родился 8 марта 1856 в Бюлье, департамент Верхний Рейн, Франция. С 1873 по 1877 годы учился на инженера в Высшей технической школе Цюриха. С 1877 по 1879 годы работал инженером во французской Компании восточных железных дорог. С 1879 года работал в строительной компании Гюстава Эйфеля руководителем исследовательского отдела по строительству мостов и виадуков. С 1880 года занимался расчётами технической составляющей при сооружении Статуи Свободы в Нью-Йорке, сооружение которой было доверено компании Эйфеля. В 1884 году выдвинул предложение о строительстве в Париже 300-метровой металлической башни к Всемирной выставке 1889 года, впоследствии ставшей известной как Эйфелева башня. Гюстав Эйфель поддержал идею Кеклена, и добился его утверждения со стороны руководства Французской Республики и мэрии Парижа. Контракт на строительство был доверен компании Эйфеля, а Кеклен был назначен руководителем проекта. С 1900 года — коммерческий директор компании Эйфеля, председатель совета директоров и президент Компании Эйфелевой башни. Скончался 12 июня 1946 в Вето, кантон Во, Швейцария.

## Награды
- 1890 — офицер ордена Почётного легиона[2].
- 1903 — золотая медаль имени Анри Шнайдера[фр.] Общества инженеров-строитетелей Франции[фр.][2].
- 1929 — почётный член Ассоциации выпускников Технической школы Цюриха[2].